# Andrássy család (1649)

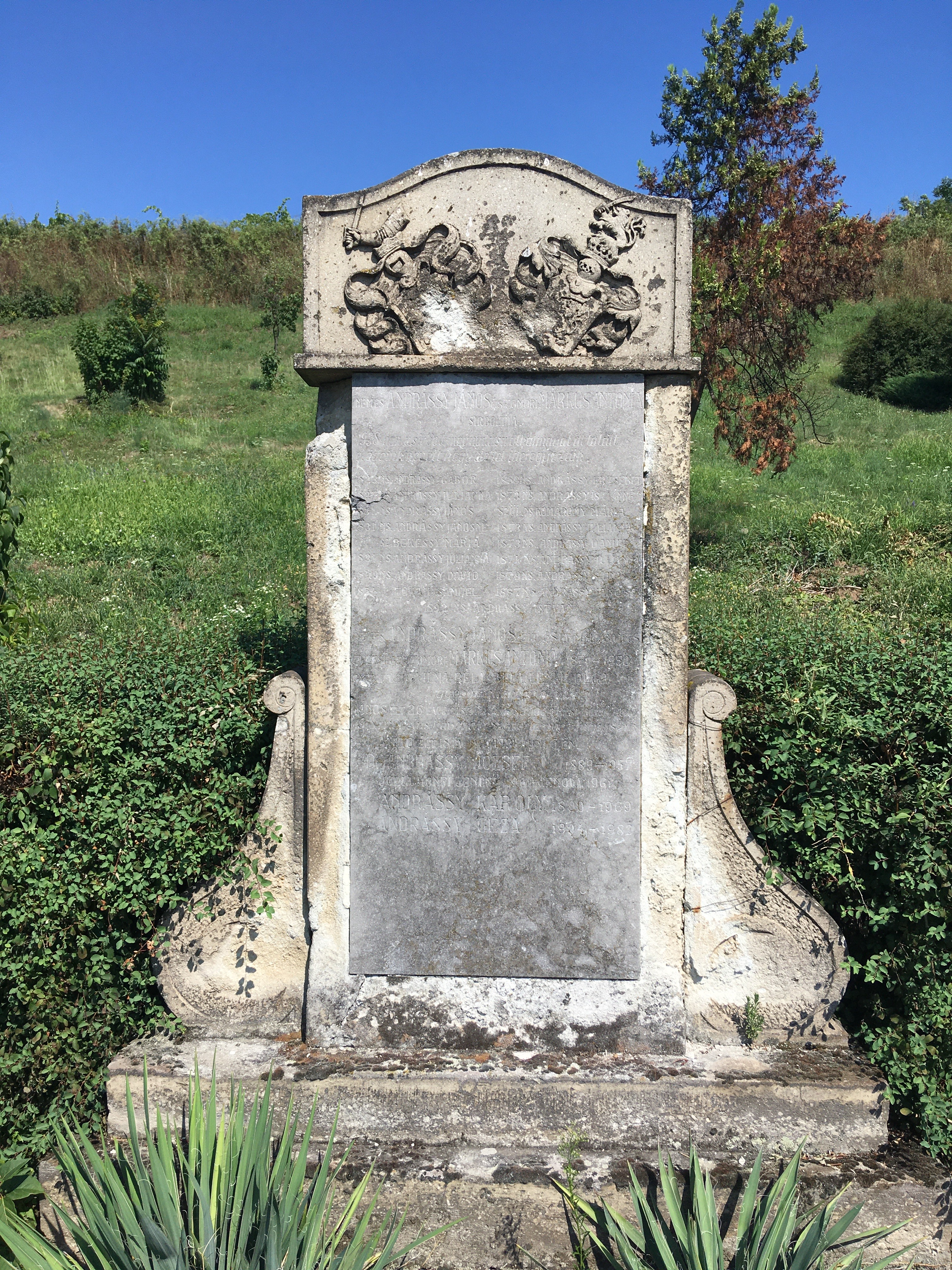
A család sírboltja a tarcali temetőben

A nemes Andrássy család egy régi magyar köznemesi család volt. A 18–19. században a család több tagja politikai és gazdasági befolyást gyakorolt a Zemplén vármegyei Tarcal mezővárosban, ahol számos műemlékvédelem alatt álló és műemlékvédelem alá javasolt épület köthető a nevükhöz, mint például a tarcali Andrássy-kúria és a település külterületén található kishomokosi Andrássy-kastély.
A család ma élő leszármazottainak nagy része jelenleg is Borsod-Abaúj-Zemplén vármegyében él.

## A család rövid története (17–18. század)
Első ismert ősük Andrássy Gergely volt, aki a források szerint a 17. század derekán részt vett a Radoszin és Sárfő között fosztogató oszmán portya rajtaütésében, amely katonai szolgálatáért III. Ferdinánd magyar király nemesi rangra emelte őt és családját. A címeres nemeslevél Pozsonyban, 1649. május 4-én kelt. A nemeslevelet a Sáros vármegyei nemesi közgyűlés 1650. január 12-én hirdette ki – ebből arra következtethetünk, hogy a család ez idő tájt Sáros vármegyében élt.
A 17. század második felében a Heves és Külső-Szolnok vármegyei Túr mezővárosba, majd a Szabolcs vármegyei Prügy községbe költöztek. Egy 1704-es összeírás arról számolt be, hogy Gergely egyik fia, ns. Andrássy István, jómódú, hatökrös gazda volt; másik fia, ns. Andrássy Péter, pedig a Rákóczi-féle mozgalomban mint kuruc katona harcolt.
A 18. században a családnak három ágát tartjuk számon: a prügyi ágat (†kihalt 1844-ben), a dadai ágat (†kihalt 1791-ben) és a tarcali ágat; a század közepén – 1749 körül – az előbb említett Andrássy István unokája, ns. Andrássy (III.) Mihály (–1783), a Prüggyel szomszédos, de már a Zemplén vármegyei közigazgatás alá tartozó Tarcal mezővárosba költözött. Andrássy Mihály és családja hamar beemelkedett a tarcali közéletbe, társadalmi pozíciójukat előnyös házasságokkal erősítették meg – Mihály egyik fia, ns. Andrássy Ferenc (1752–1788), például a helyi református lelkész lányát, Bihari Klárát vette feleségül; Ferenc öccse, ns. Andrássy János (1755–1831), pedig az egyik városi tanácstag lányát, Békési Máriát vette feleségül. A két fivér közül Ferenc ága halálával 1788-ban kihalt, s csak János ága az, amely máig virágzik.
Feltételezhetően Ferenc és János bátyja volt a 18. század második felében egyaránt Tarcalon élő ns. Andrássy (IV.) Mihály (–1795), aki Ladányi Kis Erzsébetet vette feleségül. Amíg János ága számos, a helyi közéletet meghatározó karizmatikus férfit (lásd lentebb) adott a mezővárosnak, addig Mihály ága – feltehetőleg a családi javak felosztódása és az 1815–1819-es mezőgazdasági válság és éhínség következtében – nemzedékről nemzedékre fokozatosan elszegényedett és többen közülük a nemesi cím használata mellett mezőgazdasági munkásként (napszámosként vagy cselédként) dolgoztak. Mihály ága azonban kitartott és János ágához hasonlóan mindmáig virágzik.

## A család jelentősége a tokaj-hegyaljai borvidéken
A Kárpát-medence egyik mezőgazdaságilag jelentős területe Tokaj-Hegyalja. A terület földrajzi adottságait kihasználva a helyiek szőlőművelésből, erdőgazdálkodásból és kőfejtésből éltek. Kiváló minőségű bort állítottak elő, így Tokaj-Hegyalján kereskedelmi központok jöttek létre. Több helyi község nyert el mezővárosi rangot és rendelkezett a vásártartás jogával. Ilyen volt a Kopasz-hegy szomszédságában lévő Tokaj és Tarcal is. Ez utóbbi településre költözött a nemes Andrássy család 1750 körül.
Ekkor a család mezőgazdaságból élt. Ugyan megfigyelhetünk nyitást részükről az értelmiségi kör felé – például 1829-ben a prügyi ághoz tartozó ns. Andrássy János a helyi oskola mester lányát vette el feleségül, 1855-ben a tarcali ághoz tartozó ns. Andrássy Mária pedig a kenézlői református lelkészhez ment nőül –, a 19. században a család mindkét ága továbbra is mezőgazdasággal foglalkozott. Ennek tanújelét adja a családi kúria (Fő utca 116.) udvarán található ódon présház. A század elején az Andrássyak még kisbirtokosak voltak és csak egy kevés cselédséggel rendelkeztek, ám a század második felében több ága középbirtokossá lett.
Az 1881 és 1890 közé tehető filoxérajárvány megtörte a tokaj-hegyaljai borvidéket is. A borvidék arculatának újjáépítésében a család három tagja emelkedik ki. Az egyik ns. Andrássy Dániel (1824–1892) birtokos, aki a borvidéket képviselve mint helyi termelő a millenium tiszteletére rendezett 1896-os kiállításon kiállítási érmet nyert el jelesen kezelt boraiért. A zsűri kiválónak minősítette 1890. évi 4 puttonyos tokaji aszúját és 1890. évi muskotály aszúját, valamint jónak minősítette 1889. évi tarcali szamorodniát. Az ő fia volt ns. Andrássy János (1863–1930) birtokos, akiben többek között a Tokaji Borvidék Hegyközségi Tanács tagját és a Tarcali Hegyközség elnökét tisztelték. Halála után a mintegy 7 és fél hektáros szőlőbirtokán utódai folytatták a borgazdaságot. Az ő unokaöccse Andrássy László (1916–2000) helyi szőlősgazda volt, aki borászati ismeretei miatt nagy tekintélynek örvendett. Ő volt a családi kúria (Fő utca 116.) utolsó ura, amelyen 1997-ben adott túl. Hagyatéka számos értékes borászati segédeszközt foglal magában.
A családhoz köthető helyi épületek között több turisztikai és gasztronómiai funkciót lát el. Sokáig működött a családi kúria (Fő utca 94.) épületében az Andrássy Pincészet, illetve jelenleg is működik a Bobajka gourmet étterem, ahol tokaji és zempléni borokat is kínálnak a vendégek számára. A szintén családhoz köthető – 1886-ban a tarcali ághoz tartozó ns. Andrássy Terézia Tassonyi József szabadságolt katonához ment nőül – Tassonyi-kúria jelenleg a 6 Puttonyos Borfalu épületkomplexumának része, kávézónak és borozónak ad helyet.

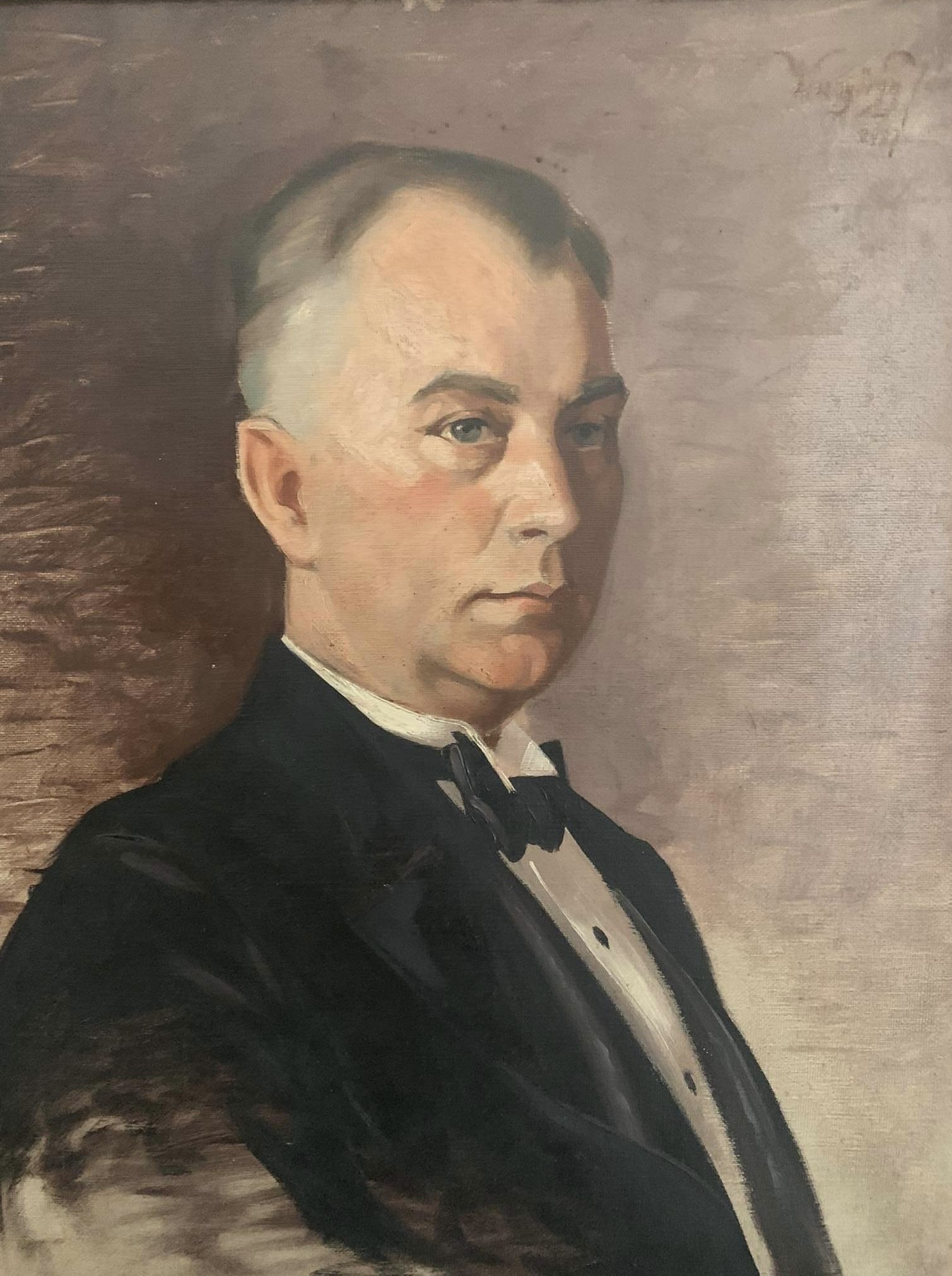
Dr. Andrássy Dániel (1893–1965) egykori Szabolcs vármegyei főispán portréja

## A család további neves tagjai
- ns. Andrássy József (1786–1833 és 1851 között): tarcali gazda, az 1809. évi nemesi felkelés Zemplén vármegyei felkelője (insurgens) volt mint lovas közvitéz.[17] Elhalálozásának körülményei nem ismertek. Felesége a hajdú családból származó nemes Dobó Borbála volt.
- ns. Andrássy István (1824–1892): tarcali földbirtokos; 1833-tól a tarcali református egyházközség egyháztanácsának tagja, 1853-ban szolgálataiért az egyháztanács neki ítélte meg a szószék melletti szék ülésjogát, majd 1882-től a tarcali református egyházközség főgondnoka;[18] 1874-ben Tarcal mezőváros helyettes városbírója, 1885-ben a város városbírója.[19] Felesége Miklós Judit, aki Miklós Pál református tanító, majd tarcali városbíró lánya volt.
- ns. Andrássy Dániel (1837–1905): Zemplén vármegye Törvényhatósági Bizottságának tagja,[20] tarcali középbirtokos, 1899-ben mintegy 570 kataszteri hold földje volt;[11] a 19. század második felében ő jutott hozzá az egykori Szuhay-házhoz, amely Andrássy Kúria & Spa néven jelenleg Borsod-Abaúj-Zemplén vármegye egyetlen ötcsillagos szállodájaként működik.[21] Első felesége az Abaúj vármegyei Zsarnóról származó nemes Szendrey Julianna, második felesége Papp Zsuzsanna volt.
- ns. Andrássy Kálmán (1853–1937): buji református lelkész, vallás- és társadalomfilozófiai író, a Ferenc József-rend lovagja;[22] falukutató-tevékenysége nyomán több önálló dolgozatot írt, amelyeket Katona Lajos és Darányi Ignác is felhasznált publikációikhoz.[23][24] Felesége komoróczi, bicskei és császári Komoróczy Ilona volt.
- dr. Andrássy (III.) Dániel (1893–1965): politikus, jogász; 1945 decembere és 1946 augusztusa között a Független Kisgazda-, Földmunkás- és Polgári Párt képviseletében Szabolcs vármegye főispánja volt, de a Rajk László belügyminiszterrel való nyílt szembenállása miatt rövidesen leváltották főispáni hivatalából.[25]
- ns. Andrássy Ferenc (1908–1943): noszvaji református lelkész, aki a második világháború alatt tábori lelkészi szolgálatot teljesített és 1943. január 27-én eltűnt egy doni községnél, minden bizonnyal elhunyt.[26]
- dr. Andrássy Gábor (1958): belgyógyász, kardiológus szakorvos; a Budapesti Szent Ferenc Kórház osztályvezető főorvosa 2007 és 2021 között, valamint orvosigazgatója 2007 és 2017 között. A Magyar Páneurópa Unió Kitüntetési Bizottságának elnöke 1999-től, valamint országos elnöke 2012 és 2016 között.

## A családi címer leírása
„Kék színű álló katonai pajzsot, melynek alapját zöld dombocska foglalja el s ebben teljes férfikar, melynek közepéből fehér liliom emelkedik ki, a pajzson nyugovó nyitott, illetve rostélyos hasonló emberi kart hordozó királyi koronával díszített katonai sisakot, a sisak felső részéről, illetve csúcsáról pedig egyik oldalán aranysárga és kék, másik oldalról fehér és piros sisak-takarók és szalagok a pajzs szélét szétszóródva körülfolyván magát a pajzsot csinosan díszítik” – a címeres nemeslevélen szereplő címerleírás magyar fordítása.

## A családhoz köthető épületek

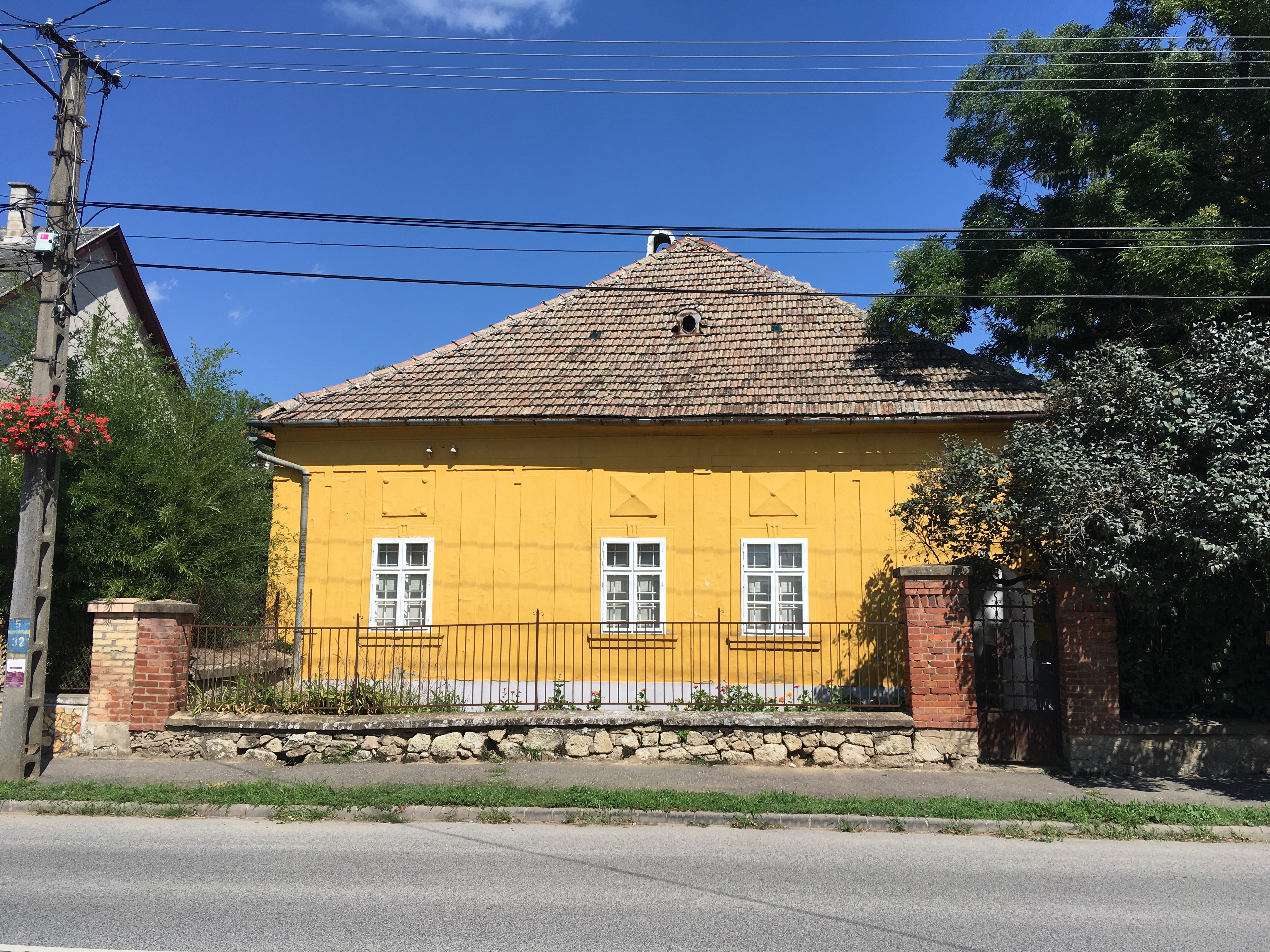
Tarcal, Fő utca 116.
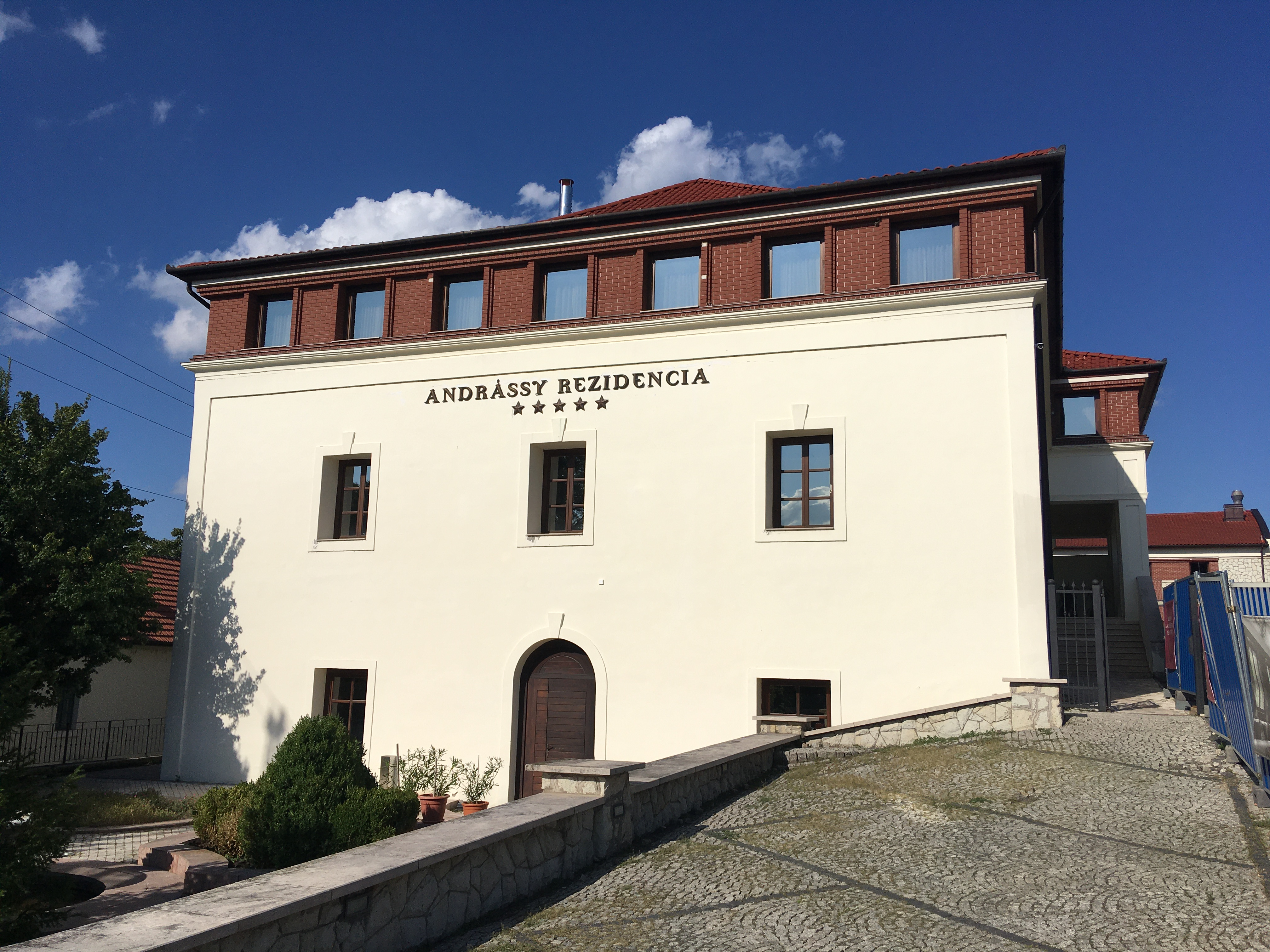
Tarcal, Fő utca 94.
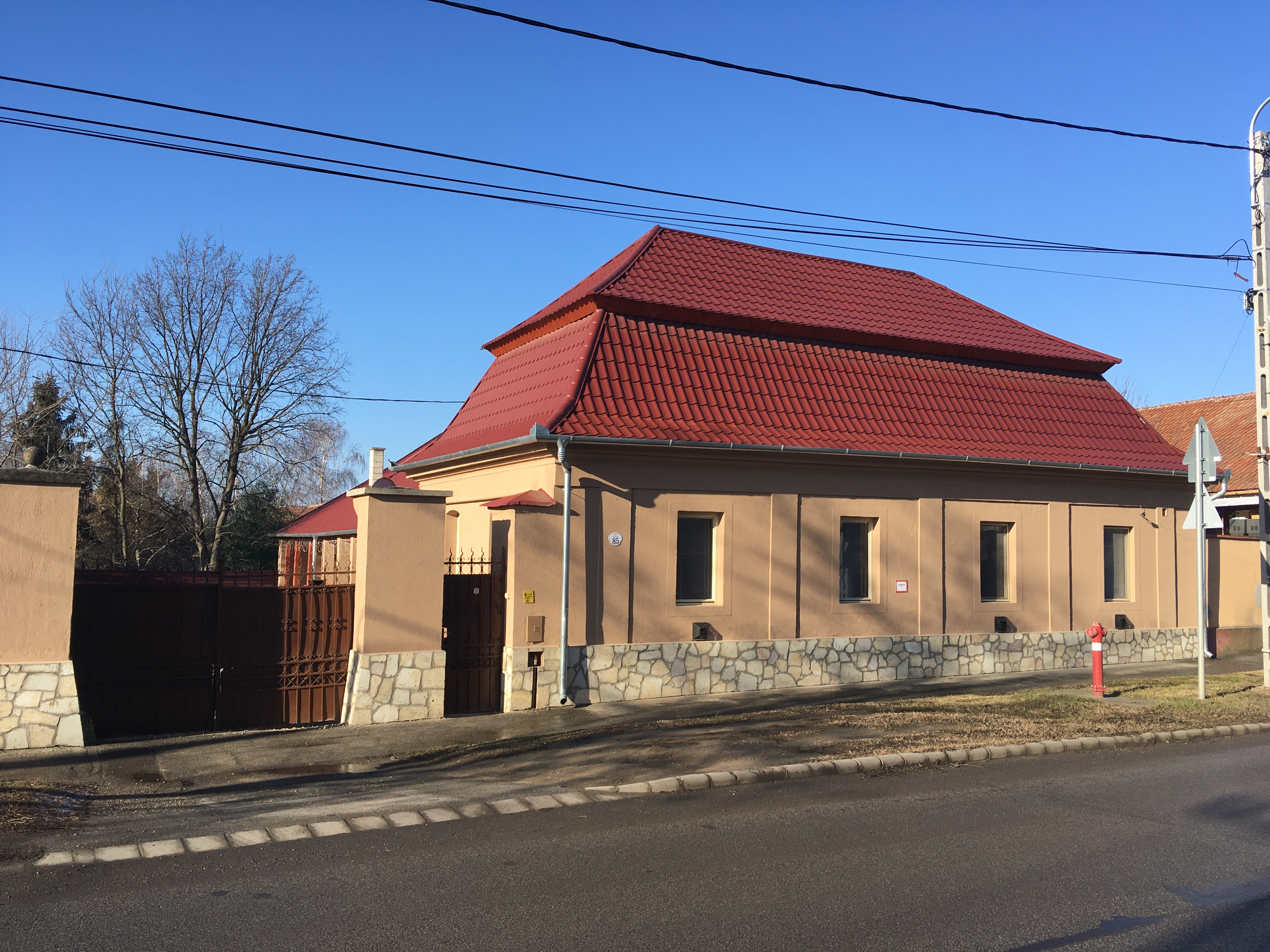
Tarcal, Fő utca 85.